# 直交補空間

反射的双線型形式が部分空間 U 上で非退化ならば直和分解が成り立つ。

数学の線型代数学および関数解析学の分野において、部分線型空間の直交補空間（ちょっこうほくうかん、英: orthogonal complement, perpendicular complement; perp）とは、その部分空間内のすべてのベクトルと直交するようなベクトル全体の成す集合を言い、直交補空間はそれ自身部分線型空間を成す。

## 一般の双線型形式に関する場合
体 F 上のベクトル空間 V が双線型形式 B を持つとする。B(u,v) = 0 が成り立つとき、B に関して u は v に左直交（left-orthogonal）および v は u に右直交（right-orthogonal）であると定義する。V の部分集合 W に対して、その左直交補空間（left orthogonal complement）W⊥ を、
{\displaystyle W^{\bot }=\{x\in V:B(x,y)=0\ ({}^{\forall }y\in W)\}}
で定義する。同様に、右直交補空間（right orthogonal complement）も定義される。
反射的双線型形式（すなわち V において任意の u, v に対して B(u,v) = 0 ⇒ B(v,u) = 0 が成り立つような双線型形式 B）に対しては左右の直交補空間は一致する。B が対称双線型形式や歪対称双線型形式の場合はこれにあたる。
この定義は可換環上の自由加群において定義される双線型形式に対するものへ拡張することができる。また（共役を持つ可換環上の任意の自由加群上で定義される意味での）半双線型形式に対しても拡張される。

### 性質
- 直交補空間は、V の部分空間である；
- X ⊆ Y ならば X⊥ ⊇ Y⊥ が成立する；
- V の（あるいは B の）根基 V⊥ は、任意の直交補空間の部分空間である；
- W⊥⊥ ⊇ W が成立する；
- B が非退化かつ V が有限次元ならば、dim W + dim W⊥ = dim V が成立する。

## 例
特殊相対性理論において、直交補空間は世界線のある点における同時超平面を決定するために用いられる。ミンコフスキー空間で用いられる双線型形式 η は、事象の擬ユークリッド空間を決定する。光円錐上の原点とすべての事象は、自己直交である。双線型形式のもとで時間事象と空間事象がゼロと評価されるとき、それらは双曲直交である。この用語は、擬ユークリッド空間における二つの共役双曲線の使用に由来する。すなわち、それらの双曲線の共役直径は、双曲直交である。

## 内積空間の場合
この節では、内積空間における直交補空間を考える。このとき直交補空間は実際に補空間となる。

### 性質
距離位相において、直交補空間は常に閉集合である。有限次元空間においては、このことは単にベクトル空間のすべての部分空間が閉集合である事実の特別な例である。無限次元ヒルベルト空間においては、いくつかの部分空間は閉集合でないが、直交補空間はすべて閉集合である。そのような空間においては、W の直交補空間の直交補空間は、W の閉包に等しい。すなわち、
(W⊥)⊥ = W
が成立する。いくつかの常に成立するような便利な性質として、次が挙げられる。H をヒルベルト空間とし、X と Y をその線型部分空間とする。このとき、
- X⊥ = X⊥；
- Y ⊆ X ならば X⊥ ⊆ Y⊥ が成立する；
- X ∩ X⊥ = {0}；
- X ⊆ (X⊥)⊥；
- X が H の閉線型部分空間ならば、(X⊥)⊥ = X が成立する；
- X が H の閉線型部分空間ならば、H = X ⊕ X⊥（内部直和）。

が成立する。
直交補空間は零化域へ一般化され、内積空間の部分空間上のガロア対応を、対応する閉包作用素とともに与える。

### 有限次元
次元 n の有限次元内積空間に対して、k-次元部分空間の直交補空間は、(n − k)-次元部分空間であり、二重直交補空間は、もとの部分空間と等しい。すなわち、
(W⊥)⊥ = W
が成立する。A が m × n 行列で、Row A、Col AおよびNull A がそれぞれ行空間、列空間および零空間を表すとき、
(Row A)⊥ = Null A
(Col A)⊥ = Null tA
が成立する。

## バナッハ空間の場合
一般のバナッハ空間においても直交補空間と呼べる概念を自然に考えることができる。V∗ を V の双対空間とするとき、この場合の W の直交補空間は、上と同様に零化域
{\displaystyle W^{\bot }=\{x\in V^{*}:\forall y\in W,x(y)=0\}}
として定義される V∗ の部分空間を言う。これは常に V∗ の閉部分空間である。二重補性質についても述べることができ、いまの場合 W⊥⊥ は V∗∗（V とは一致しない）の部分空間ということになるが、回帰的空間の場合には V と V∗∗ の間の自然同型 i が存在して、
{\displaystyle i{\overline {W}}=W^{\bot \bot }}
が成立する。これはむしろハーン-バナッハの定理の自然な帰結である。